# Christoph Becker (Politiker, 1963)
Christoph Becker (* 1. Februar 1963 in Bonn) ist ein deutscher parteiloser Politiker. Am 27. September 2020 wurde er zum Bürgermeister der Stadt Bornheim gewählt.

## Leben
Becker wuchs als jüngstes von fünf Kindern in Bonn auf. Sein Vater war Beamter im Bundesministerium der Verteidigung und vertrat die CDU im Bonner Stadtrat. 1982 legte er am Hardtberg-Gymnasium sein Abitur ab, danach ging er in den Wehrdienst und studierte an der Universität Bonn Lehramt in Sport und Biologie. 1991 absolvierte er sein Referendariat an der damaligen Gesamtschule Bornheim, der heutigen Europaschule Bornheim. Dort begann er 1994 als Vertretungslehrer, später folgte die Festanstellung. 2009 stieg er zum Schulleiter der Europaschule auf und trat damit die Nachfolge von Gründungsrektor Klaus Breil an. Unter seiner Leitung gewann die Europaschule 2017 den Deutschen Schulpreis. Anfang 2018 verließ Becker die Schule und wechselte als leitender Regierungsschuldirektor zur Bezirksregierung Köln.
Becker ist verheiratet und hat zwei erwachsene Söhne. Er war acht Jahre lang Fußball-Trainer beim TuS Roisdorf.

## Politik
Bei der Kommunalwahl 2020 trat Becker als parteiloser Kandidat für das Amt des Bürgermeisters der Stadt Bornheim an. Unterstützt wurde er dabei von SPD, Bündnis 90/Die Grünen und Die Linke. Im ersten Wahlgang am 13. September 2020 verpasste er mit 49,40 % der gültigen Stimmen die absolute Mehrheit knapp. In der Stichwahl am 27. September 2020 konnte sich Becker mit 63,70 % der Stimmen gegen die von CDU, FDP und UWG/Forum aufgestellte Kandidatin Petra Heller durchsetzen. Becker trat damit am 1. November 2020 die Nachfolge von Wolfgang Henseler an, der nach 16 Jahren im Amt nicht erneut kandidierte. Im Juni 2024 kündigte er an, bei der Kommunalwahl 2025 nicht wieder als Bürgermeister zu kandidieren.